# Задача со счастливым концом

Задача со счастливым концом: любое множество из пяти точек содержит вершины выпуклого четырёхугольника.

Задача со счастливым концом — утверждение о том, что любое множество из пяти точек на плоскости в общем положении имеет подмножество из четырёх точек, которые являются вершинами выпуклого четырёхугольника.

## История
Этот результат комбинаторной геометрии назван Палом Эрдёшем «задачей со счастливым концом», поскольку решение проблемы завершилось свадьбой Дьёрдя Секереша и Эстер Клейн (венг. Eszter Klein). 
Известна также как «теорема Эрдёша — Секереша о выпуклых многоугольниках».
Обобщения результата на произвольное число точек являются предметом интереса математиков XX и XXI веков.

## Доказательство
Если не менее четырёх точек образуют выпуклую оболочку, в качестве выпуклого четырёхугольника можно выбрать любой набор из четырёх точек оболочки. В противном случае имеется треугольник и две точки внутри него. Прямая, проходящая через две внутренние точки, в силу общего положения точек не пересекает одну из сторон треугольника. Вершины этой стороны и две внутренние точки образуют выпуклый четырёхугольник.

## Многоугольники с произвольным числом вершин
Эрдёш и Секереш обобщили этот результат на произвольное число точек, что является оригинальным развитием теории Рамсея. Они также выдвинули «гипотезу Эрдёша — Секереша» — точную формулу для максимального числа вершин выпуклого многоугольника, обязательно существующего в множестве из заданного числа точек в общем положении.

Восемь точек в общем положении для которых нет выпуклого пятиугольника.

В (Erdős & Szekeres 1935) доказано следующее обобщение: для любого натурального {\displaystyle N}, всякое достаточно большое множество точек в общем положении на плоскости имеет подмножество {\displaystyle N} точек, которые являются вершинами выпуклого многоугольника. Это доказательство появилось в той же статье, где доказывается теорема Эрдёша — Секереша о монотонных подпоследовательностях в числовых последовательностях.

## Размер множества как функция числа вершин многоугольника
Пусть {\displaystyle f(N)} означает минимальное {\displaystyle M}, для которого любое множество из {\displaystyle M} точек в общем положении содержит выпуклый {\displaystyle N}-угольник. Известно, что:
- {\displaystyle f(3)=3}, очевидно.
- {\displaystyle f(4)=5}, доказала Эстер Секереш.
- {\displaystyle f(5)=9}, согласно (Erdős & Szekeres 1935), это первым доказал Э. Макаи; первое опубликованное доказательство появилось в (Kalbfleisch, Kalbfleisch & Stanton 1970). Множество из восьми точек, не содержащее выпуклый пятиугольник, на иллюстрации показывает, что {\displaystyle f(5)>8}; сложнее доказать, что любое множество из девяти точек в общем положении содержит выпуклый пятиугольник.
- {\displaystyle f(6)=17}, это было доказано в (Szekeres & Peters 2006). В работе реализован сокращённый компьютерный перебор возможных конфигураций из 17 точек.
- Значения {\displaystyle f(N)} неизвестны для {\displaystyle N>6}.

## Гипотеза Эрдёша — Секереша о минимальном числе точек
Исходя из известных значений {\displaystyle f(N)} для {\displaystyle N=3,4,5}, Эрдёш и Секереш предположили, что:
{\displaystyle f(N)=1+2^{N-2}} для всех {\displaystyle N}.
Эта гипотеза не доказана, но известны оценки сверху и снизу.

## Оценки скорости роста f(N)
Конструктивным построением авторы гипотезы сумели позднее доказать оценку снизу, совпадающую с гипотетическим равенством:
{\displaystyle f(N)\geq 1+2^{N-2}}, (Erdős & Szekeres 1961)
Однако наилучшая известная оценка сверху при {\displaystyle N\geq 7} не является близкой:
{\displaystyle f(N)\leq {2N-5 \choose N-2}+1=O\left({\frac {4^{N}}{\sqrt {N}}}\right)}, (Tóth & Valtr 2005)
(использованы биномиальные коэффициенты).

## Вариации и обобщения
Пустые многоугольники
Интересен также вопрос о том, содержит ли достаточно большое множество точек в общем положении пустой выпуклый четырёхугольник, пятиугольник, и так далее.
То есть многоугольник, не содержащий внутренних точек.
Если внутри четырёхугольника, существующего согласно теореме со счастливым концом, есть точка, то, соединив эту точку с двумя вершинами диагонали, мы получим два четырёхугольника, один из которых выпуклый и пустой.
Таким образом, пять точек в общем положении содержат пустой выпуклый четырёхугольник, как видно на иллюстрации.
Любые десять точек в общем положении содержит пустой выпуклый пятиугольник (Harborth 1978).
Однако существуют сколь угодно большие множества точек в общем положении, которые не содержат пустой выпуклый семиугольник.(Horton 1983)
Таким образом, задача о пустых многоугольниках не является проблемой теории Рамсея и в принципе решена.
Вопрос о существовании пустого шестиугольника долгое время оставался открытым.
Но сначала в (Nicolás 2007) и (Gerken 2008) было доказано, что всякое достаточно большое множество точек в общем положении содержит пустой шестиугольник, потом оценку сверху довели до f(9) (предположительно 129), а оценку снизу — до 30 точек.(Overmars 2003).
И, наконец, в 2024 году получен окончательный результат — 30-точечная конфигурация обязательно содержит пустой шестиугольник.